# Лесото на літніх Олімпійських іграх 2000
Лесото брала участь у Літніх Олімпійських іграх 2000 року в Сіднеї (Австралія), усьоме за свою історію, але не завоювала жодної медалі. Збірну країни представляли шість спортсменів 

## Результати

### Бокс
| Спортсмен        | Вагова категорія | Перший раунд              | Другий раунд     | Третій раунд     | Чвертьфінал      | Півфінал         | Фінал            | Фінал            |
| Спортсмен        | Вагова категорія | Суперник Рахунок          | Суперник Рахунок | Суперник Рахунок | Суперник Рахунок | Суперник Рахунок | Суперник Рахунок | Місце            |
| ---------------- | ---------------- | ------------------------- | ---------------- | ---------------- | ---------------- | ---------------- | ---------------- | ---------------- |
| Себусісо Кекетсі | до 48 кг         | Кім Ун Чхоль (PRK) П 0-5  | Завершив виступи | Завершив виступи | Завершив виступи | Завершив виступи | Завершив виступи | Завершив виступи |
| Мосолеса Тсіє    | до 67 кг         | Штефан Кюхлер (GER) П 0-5 | Завершив виступи | Завершив виступи | Завершив виступи | Завершив виступи | Завершив виступи | Завершив виступи |

### Легка атлетика
| Спортсмен     | Дисципліна | Перший раунд | Перший раунд | Чвертьфінал | Чвертьфінал | Півфінал  | Півфінал | Фінал     | Фінал |
| Спортсмен     | Дисципліна | Результат    | Місце        | Результат   | Місце       | Результат | Місце    | Результат | Місце |
| ------------- | ---------- | ------------ | ------------ | ----------- | ----------- | --------- | -------- | --------- | ----- |
| Табісо Мохалі | Марафон    | Н/Д          | Н/Д          | Н/Д         | Н/Д         | Н/Д       | Н/Д      | 2:16:43   | 16    |

| Спортсменка | Дисципліна | Перший раунд | Перший раунд | Чвертьфінал       | Чвертьфінал       | Півфінал          | Півфінал          | Фінал             | Фінал             |
| Спортсменка | Дисципліна | Результат    | Місце        | Результат         | Місце             | Результат         | Місце             | Результат         | Місце             |
| ----------- | ---------- | ------------ | ------------ | ----------------- | ----------------- | ----------------- | ----------------- | ----------------- | ----------------- |
| Лінео Шоаї  | 200 м      | 25.57        | 6            | Завершила виступи | Завершила виступи | Завершила виступи | Завершила виступи | Завершила виступи | Завершила виступи |

### Тхеквондо
| Спортсмен      | Вагова категорія   | 1/8 фіналу          | Чвертьфінал      | Півфінал         | Втішний 1        | Втішний 2        | Фінал/За бронзу  | Фінал/За бронзу  |
| Спортсмен      | Вагова категорія   | Суперник Рахунок    | Суперник Рахунок | Суперник Рахунок | Суперник Рахунок | Суперник Рахунок | Суперник Рахунок | Місце            |
| -------------- | ------------------ | ------------------- | ---------------- | ---------------- | ---------------- | ---------------- | ---------------- | ---------------- |
| Мокете Мокхосі | Чоловіки, до 80 кг | де Мео (ITA) П 3-3+ | Завершив виступи | Завершив виступи | Завершив виступи | Завершив виступи | Завершив виступи | Завершив виступи |

| Спортсменка   | Вагова категорія | 1/8 фіналу           | Чвертьфінал       | Півфінал          | Втішний 1         | Втішний 2         | Фінал/За бронзу   | Фінал/За бронзу   |
| Спортсменка   | Вагова категорія | Суперник Рахунок     | Суперник Рахунок  | Суперник Рахунок  | Суперник Рахунок  | Суперник Рахунок  | Суперник Рахунок  | Місце             |
| ------------- | ---------------- | -------------------- | ----------------- | ----------------- | ----------------- | ----------------- | ----------------- | ----------------- |
| Лікелеї Тамаї | Жінки, до 49 кг  | Мелендес (CUB) П 0-3 | Завершила виступи | Завершила виступи | Перес (MEX) П 3-5 | Завершила виступи | Завершила виступи | Завершила виступи |